# Rio Beaver (Rhode Island)
O rio Beaver é um rio no estado americano de Rhode Island. Flui aproximadamente 11,0 milhas (17,7 km). Existem três represas ao longo do comprimento do rio. O rio também é famoso localmente por sua pesca de trutas na primavera.

## Curso
O rio sobe de James Pond em Exeter. De lá, ela flui aproximadamente para o sul, passando por Exeter e Richmond até a foz no rio Pawcatuck, do outro lado do Pawcatuck, de Charlestown.

## Travessias
Abaixo está uma lista de todas as travessias do rio Beaver. A lista começa nas cabeceiras e desce a jusante.
- Richmond
  - New London Turnpike
  - Old Mountain Road
  - Hillsdale Road
  - Kingstown Road (RI 138)
  - Beaver River School House Road
  - Shannock Hill Road

## Afluentes
O rio Beaver não possui afluentes nomeados, embora tenha muitos fluxos não nomeados que também o alimentam. 